# Karl Vogt (Politiker, 1915)
Karl Vogt (geboren am 17. Oktober 1915 in Bellheim; gestorben am 30. September 1997 in Ulm) war ein deutscher Landrat des Landkreises Bitburg (1962–1970) und des diesem nachfolgenden Landkreises Bitburg-Prüm (bis 1979).

## Leben

### Herkunft und Ausbildung
1915 in der Pfalz als Sohn des gleichnamigen Vaters, eines Kaufmannes geboren, besuchte Karl Vogt nach der Volksschule das Humanistische Gymnasium in Speyer, von dem er 1935 mit Ablegung der Reifeprüfung abging. Anschließend nahm er ein Studium der Philosophie und Theologie in Eichstätt und Würzburg auf, unterbrochen wurden seine Semester von einem sechswöchigen Militärdienst am Westwall, bevor er wenige Monate nach dem Beginn des Zweiten Weltkriegs im Dezember 1939 als Soldat einberufen wurde und bis in die letzten Kriegstage im Mai 1945 auch blieb. Er fand dabei Verwendung als Kradmelder, Rechnungsführer oder auch Richtunteroffizier einer Sturmgeschützbrigade, zumeist mit Einsatzorten an der Ostfront. Kurz vor Kriegsende kam er unweit Braunau am Inn für kurze Zeit in US-amerikanische Kriegsgefangenschaft. Sein einziger Bruder fiel in Russland.

### 1946 bis 1962

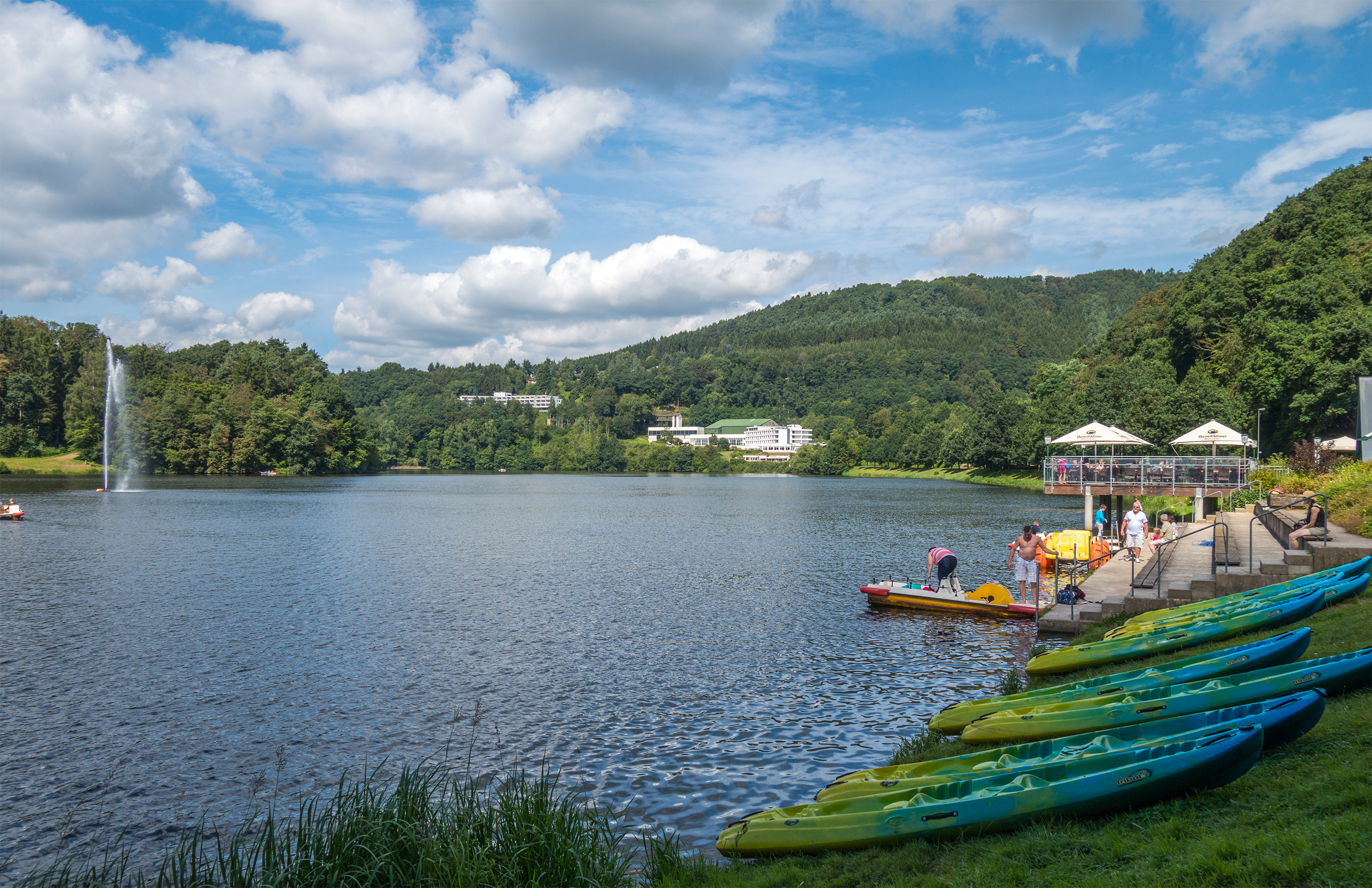
Stausee Bitburg (2016)

1946 konnte Karl Vogt seine Studien fortsetzen, doch wechselte er nicht nur an die Universität in Heidelberg, sondern auch die Studienfächer zu den Rechts- und Staatswissenschaften. Vogt legte sein erstes Examen noch in Heidelberg ab, das zweite in Neustadt an der Weinstraße und dort auch die große Staatsprüfung am 11. September 1948, bevor er mit der zweiten großen Staatsprüfung am 1. September 1951 seine Referendarzeit als nunmehriger Assessor abschloss, die er an mehreren Amtsgerichten in der Pfalz, am Landgericht Landau und am Oberlandesgericht in Neustadt verbrachte. Von 1949 bis April 1962 war Karl Vogt im höheren Dienst des Bundeslandes Rheinland-Pfalz tätig, zunächst an der Bezirksregierung in Neustadt und ab Januar 1953 beim Landratsamt in Landau. Während dieser Zeit erfolgte im Mai 1955 seine Ernennung zum Regierungsrat.

### 1962 bis 1979 Landrat in Bitburg
Von Landau wechselte Karl Vogt im Mai 1962 nach Bitburg, nachdem er in Nachfolge von Konrad Schubach zum neuen Landrat des gleichnamigen Kreises berufen worden war. Vogt wechselte aus dem Weinanbaugebiet Pfalz in die klimatisch unwirtlichere Eifel, deren Menschen ebenfalls von „einem anderen Schlag“ waren, als in der Heimat. In der Rückschau äußerte er sich über die Bewohner des neu von ihm geleiteten Kreises: „Aber wenn man die Eifeler kennengelernt hatte, wenn das ‚Eis gebrochen war‘, dann waren sie aufrechte, echte Kerle!“
Seine Dienstjahre waren von zahlreichen Änderungen gekennzeichnet, die dazu beitragen sollten, den Eifelkreis moderner zu gestalten und wirtschaftlich neu auszurichten. Verwaltungstechnisch stand dabei die Rheinland-Pfälzische Kreisreform im Zentrum seiner Arbeit, galt es doch die anderen Orts entschiedene Gebietsreform in der Fläche umzusetzen. In deren Zuge erfuhr der Landkreis Bitburg 1969 erste Gebietszuwächse, im Wesentlichen aber kam 1970 der größte Teil des wirtschaftlich und strukturell rückständigen Altkreises Prüm hinzu. Längst nicht alle Einwohner waren mit dieser Verbindung oder den mit dieser einher gehenden Veränderungen einverstanden. Vogt arbeitete in der Folge je drei Tage der Woche in Prüm und Bitburg.
Zu den weiteren Projekten seiner Bitburger Amtszeit zählte eine Schulreform und der Ausbau des Schulwesens. An deren Anfang stand die Grundsteinlegung für den Neubau des Bitburger St.-Willibrord-Gymnasiums, neben weiteren Neubauten entstanden Realschulen in Neuerburg, Speicher und Bitburg, ein Sonderschulzentrum in Prüm und seit dem 1. August 1973 eine Fachoberschule für Sozialpflege, Sozialpädagogik und Erziehung in Prüm sowie eine für Ingenieurwesen in Bitburg.
Ebenso veränderte der aufkommende Tourismus das Landschaftsbild, der Stausee Bitburg, bis Mai 1973 in seiner ersten Ausbaustufe vollendet, war dabei aus Sicht des damaligen Ersten Kreisdeputierten Fritz Mohr (1979) das Lebenswerk Vogts. Zur Förderung des Fremdenverkehrs entstanden Hotels und weitere Einrichtungen. Das noch durch den letzten Prümer Landrat Hermann Becker begründete Wintersportzentrum am Schwarzen Mann wurde weiterentwickelt, in Bollendorf entstand eine neue Jugendherberge (1969) und 1974 eröffnete Vogt die Deutsche Wildstraße, an deren Verlauf der 1964 angelegte Wildpark bei Gondorf lag.
Die dünn besiedelte Westeifelregion, der Eifelkreis Bitburg-Prüm ist der flächenmäßig größte und zugleich am dünnsten besiedelte in Rheinland-Pfalz, war im Zeitraum von 1870 bis zum Ersten Weltkrieg durch mehrere Eisenbahnlinien erschlossen wurden, auf denen bis auf der Hauptstrecke während Vogts Dienstzeit ausnahmslos der Personenverkehr endete. Ausgehend von der noch bestehenden Eifelstrecke Köln-Trier, kam 1883 bis 1888 die Westeifelbahn hinzu, die von Gerolstein aus kommend über Prüm, Pronsfeld, Bleialf und Steinebrück an der Landesgrenze zu Belgien den Nordkreis durchfuhr und bis nach St. Vith führte. Auf ihr wurde in mehreren Schritten bis 1980 der Personenverkehr eingestellt, so das nur noch ein zunehmend geringer werdender Güterverkehr verblieb. Seit 2001 ist auch das Reststück Gerolstein-Prüm formell stillgelegt. Auf der in Pronsfeld nach Süden abgehenden Stichstrecke Pronsfeld–Neuerburg, endete mit dem 1. Juni 1969 der Personenverkehr, es verblieb auch hier nur ein geringer Güterverkehr. Bereits zuvor war zum 1. Januar 1966 der Personenverkehr auf der Bahnstrecke Pronsfeld–Waxweiler eingestellt worden, der Güterverkehr besaß dort ebenfalls keine größere Bedeutung. 
Im Jahr 1969 wurde auch der Personenverkehr auf der Nims-Sauertalbahn eingestellt. Die Trasse führte von dem an der Bahnstrecke Köln-Trier gelegenen Bitburger Stadtteil Erdorf, über Bitburg bis an die luxemburgische Grenze nach Igel. Sie erschloss zudem bahntechnisch bis zu deren Auflösung 1994 die US-Air Base Bitburg und band bis 2005 auch die Bitburger Brauerei an. Beide Gewerbeareale werden seitdem ausschließlich per LKW angefahren, Güterverkehr findet auf keiner der Trassen mehr statt. Bis auf die Teilstrecken Erdorf–Bitburg und Gerolstein–Prüm sind die Schienen abgebaut und wurden teils zu Radwegen umgewidmet und ausgebaut.
Mitte der 1970er Jahre begannen die Planungen für den Ausbau der A 60 als Fortsetzung der belgischen A 27 von Steinebrück über Bitburg und Spangdahlem nach Wittlich. Sie war ein bedeutender Planungsabschnitt, der während Vogts Amtszeit jährlich rund 100 km neu errichteten oder ausgebauten Straßen im Kreisgebiet.
Zu den bedeutenden Wirtschaftsfaktoren im Kreis gehörte nach dem Zweiten Weltkrieg das US-Militär mit der 1994 aufgelösten Air Base in Bitburg, der noch bestehenden in Spangdahlem sowie der Radarstation nördlich von Prüm am Schwarzen Mann (bis 2004). Vogt pflegte gute Kontakte zu den US-Kommandanten, sie verabschiedeten ihn 1979 mit einer ganz persönlichen Feier – einem Rundflug in einer Militärmaschine über seine pfälzische Heimat, ebenso zu der französischen Garnison. Gleichermaßen entwickelte er zu den Rheinland-Pfälzischen-Ministerpräsidenten Helmut Kohl (1969 bis 1976) und Bernhard Vogel (1976 bis 1988) ein „gutes persönliches Verhältnis“. Vogt war Mitglied zahlreicher Gremien und Vereine, er gehörte den Vorständen des Deutsch-Luxemburgischen und des Deutsch-Belgischen Naturparks an und nahm entscheidend Anteil am Zustandekommen des 1974 in Echternach unterzeichneten Staatsvertrags Rheinland-Pfalz–Luxemburg. Deutsche Grenzgemeinden aus dem Kreis Bitburg-Prüm nutzten inzwischen gemeinsam mit luxemburgischen eine gemeinsame Großkläranlage auf dem Staatsgebiet von Luxemburg.
Zu seinem Abschied aus Bitburg und Eintritt in den Ruhestand im Herbst 1979 überreichte ihm der damalige Rheinland-Pfälzische Innenminister Kurt Böckmann das Bundesverdienstkreuz 1. Klasse.

## Familie
Im Oktober 1948 heiratete Karl Vogt Elfriede Baumgärtner (gestorben 1993), mit der er drei gemeinsame Kinder hatte, eine Tochter und zwei Söhne. Ihre Kinder besuchen in Bitburg das St.-Willibrord-Gymnasium und beschreiten später eine akademische Laufbahn, die Tochter als Volljuristin und die Söhne als Mediziner.  Beigesetzt wurde Karl Vogt in Burrweiler, seinem letzten Wohnort.